# Mailar
Mailar ist ein Ortsteil der Stadt Schmallenberg in Nordrhein-Westfalen.

## Geografie

### Lage
Das Dorf liegt rund 4 km nordwestlich von Bad Fredeburg. Durch den Ort führt die Bundesstraße 511 und fließt die Leiße.

### Nachbarorte
Angrenzende Orte sind Dorlar, Sellinghausen, Heiminghausen, Menkhausen und Niederberndorf.

## Geschichte
Am 23. April 1365 verkaufen Heydenrich van Heyghen, Franken Sohn, Knappe, und seine Brüder Johan, Franke und Herman dem Rotgher van Oysterndorpe, Knappe, den 6. Teil des Zehnten zu Oytberdynchusen (Obringhausen, Gem. Wormbach) mit Zubehör und schmalem Zehnten und den 3. Teil des Zehnten zu Meggheler (Mailar, Gem. Dorlar) für zusammen 41 Mark. Die Familie van Heyghen (Heggen) war seinerzeit in der heutigen Gemeinde Finnentrop ansässig.
1374 wurde der uralte Schulten Hof in Mailar erstmals erwähnt. Im Jahre 1536 wurde die steuerpflichtige Mailarer Bevölkerung im Schatzungsregister namentlich erfasst. 1645 wurde Mehler auf der Karte Westphalia Ducatus kartografisch erfasst.
Das Dorf gehörte bis zur kommunalen Gebietsreform zur Gemeinde Berghausen. Seit dem 1. Januar 1975 ist Mailar ein Ortsteil der erweiterten Stadt Schmallenberg.

### Rittergut Mailar
Im Jahr 1551 entstand das kleine Rittergut Mailar, als sich Simon Schade, jüngster Sohn des Simon Schade zu Mülsborn, im Ort niederließ. Simon Schade zu Mülsborn und seine Frau Margarete hatten zuvor die beiden wüsten Höfe zu Mailar vereinigt. Gebildet wurde das Rittergut mit der Zusammenlegung des Gerken Hofes und des Hessen Hofes.
Gutsbesitzer:
1. Simon Schade zu Mülsborn
2. Simon Schade zu Mailar
3. Heinrich Schade, Junker
4. Johannes Schade, Junker
5. Franz von Oell (Ohle), Junker
6. Ernst Georg von Oell, Junker
7. Anne Dorothea Elisabeth von Oell, Hoferbin

Durch Einheirat ging das Rittergut im Jahr 1660 an die bürgerliche Familie Schmidt gen. Fabri über. 1734 wurde das Gut geteilt. Um 1830 war von dem Rittergut nichts mehr übrig.

## Religion

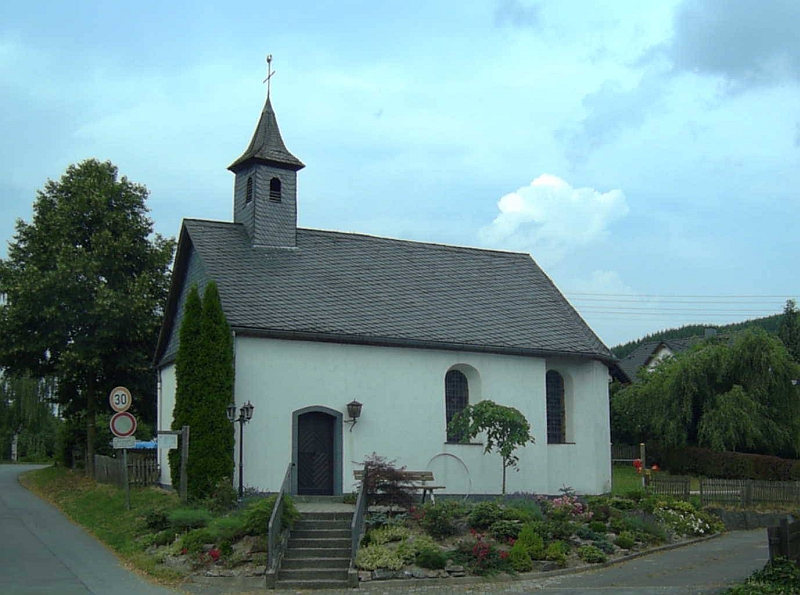
Kapelle in Mailar

In der Ortsmitte von Mailar steht eine Kapelle. Sie wurde im 17. Jahrhundert erbaut und ist dem heiligen Nikolaus geweiht.